# Le Cadi dupé

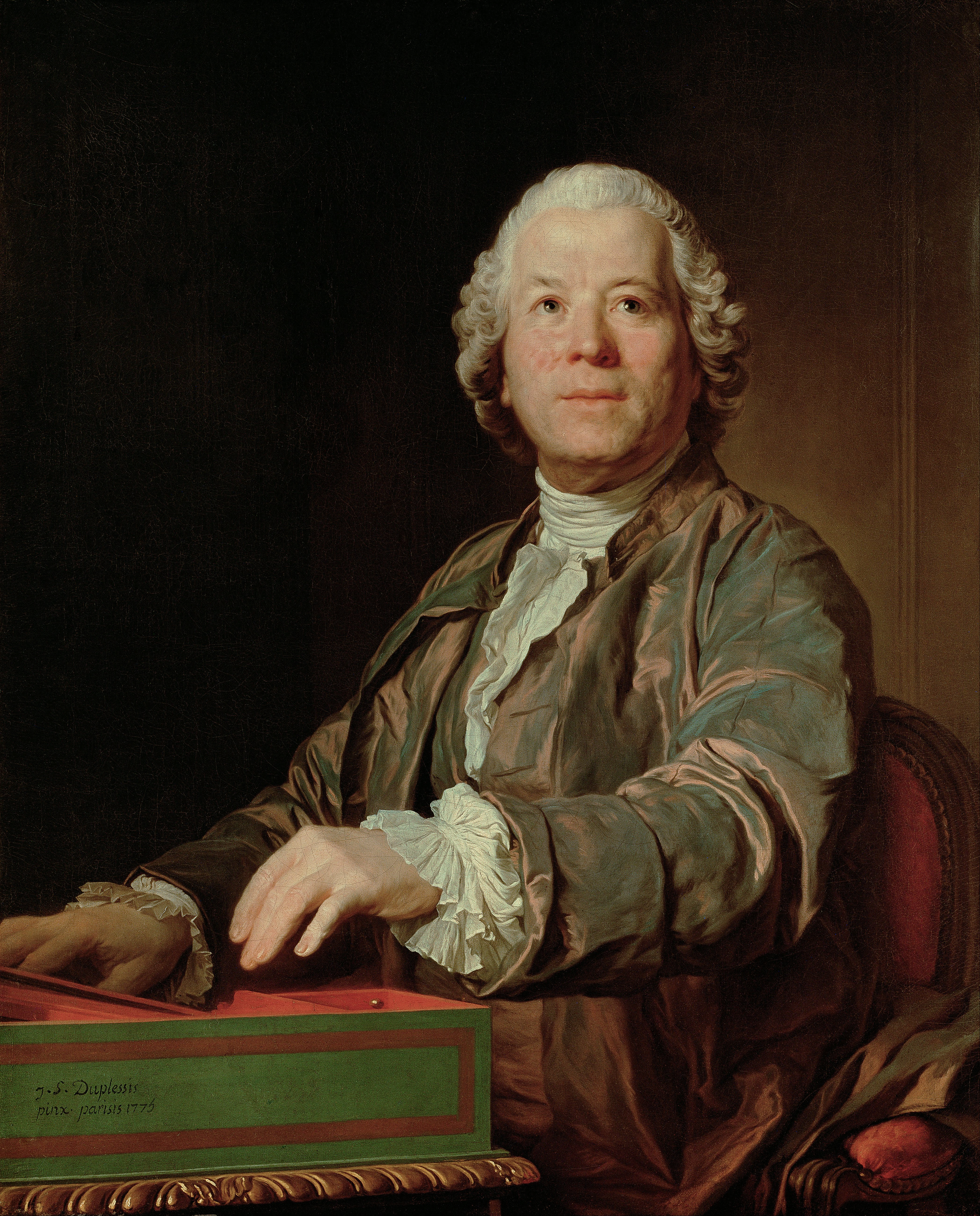
Christoph Willibald Gluck

Le Cadi dupé (Den duperade Qadin) är en opéra comique i en akt med musik av Christoph Willibald Gluck och libretto av Pierre-René Lemonnier. 

## Historia
Operan var Glucks sista opéra comique. Den hade premiär den 9 december 1761 på Burgtheater i Wien.

## Personer
- Cadi, domare (basbaryton)
- Fatime, hans hustru (sopran)
- Zelmire (sopran)
- Nouradin (haute-contre)
- Omar, färgare (basbaryton)
- Ali, Omars dotter (tenor)
- En Agha (talroll)

## Handling
Cadin har flirtat med andra kvinnor och försummat sin hustru Fatima. Den förslagna Zelmire, som är förälskad i Nouradin, lurar Cadin för att lära honom en läxa. Hon låtsas vara Omars dotter Ali, som anses mindre fördelaktig. Cadin planerar att skiljas från Fatima för att gifta sig med Zelmire. Men sanningen uppenbaras och allt slutar lyckligt.